# Собор Пресвятой Богородицы
Статья — о церковном праздновании. О славянской обрядности см. статью Бабьи каши

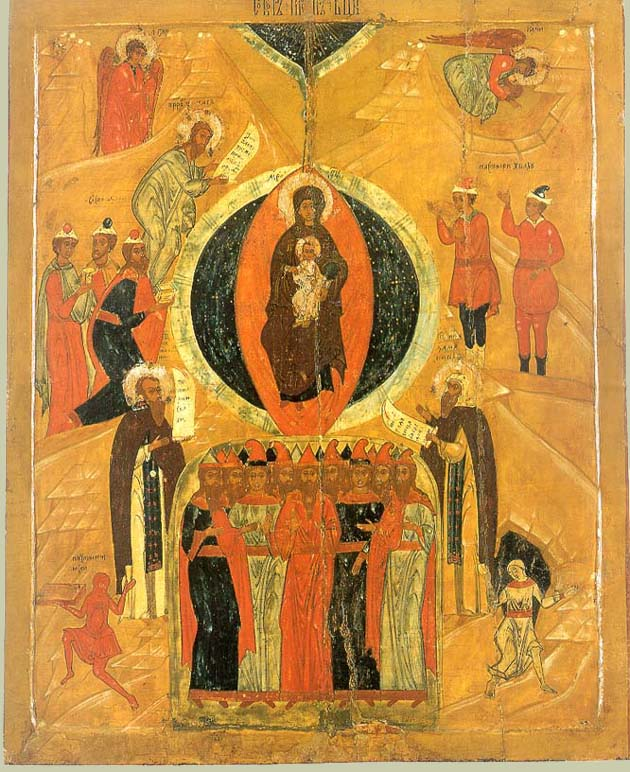
Икона
Собор Пресвятой Богородицы
(из Успенской церкви села Варзуга, конец XVII века.
Государственный Эрмитаж)

Собо́р Пресвято́й Богоро́дицы (др.-греч. Ἡ σύναξις τῆς Ὑπεραγίας Θεοτόκου) — праздник в православных церквях, совершаемый 26 декабря (8 января), в первый день попразднства Рождества Христова.

## История установления

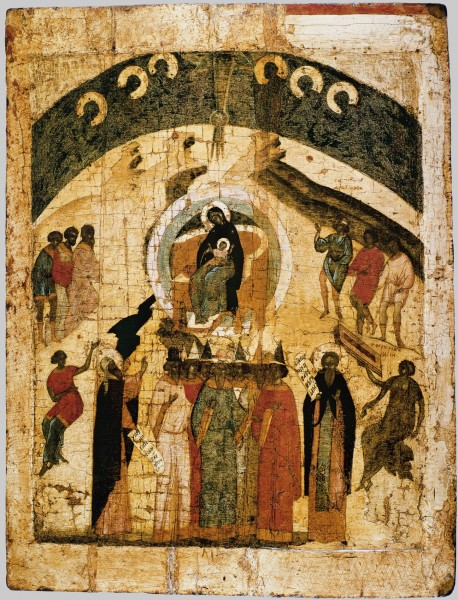
Икона
Собор Пресвятой Богородицы
(Ростово-Суздальская школа, середина XV века.
Дом-музей П. Д. Корина, Москва)

В поучениях на праздник Рождества Христова Епифа́ния Ки́прского, Амвро́сия Медиола́нского и Августи́на Блаже́нного уже соединяется хвала Иисусу Христу с восхвалением родившей Его Богородицы.
Официально празднование Собора Пресвятой Богородицы было установлено на Шестом Вселенском соборе в 681 году (правило 79).

## Иконография
Иконография Собора Пресвятой Богородицы иллюстрирует текст рождественской стихиры Иоанна Дамаскина: Что̀ тѝ принесе́мъ: и является символическим вариантом иконы «Рождество Христово». Иконография Собора Богоматери имеет сербское происхождение и в русской традиции известна с XIV века.
В центре композиции изображается сидящая на троне Богородица с Младенцем на руках. Её, в соответствии с текстом стихиры, окружают ангелы, пастухи и волхвы: Ка́ѧждо […] бл҃годаре́нїе тебѣ̀ прино́ситъ: а҆́гг҃ли, пѣ́нїе: нб҃са̀, ѕвѣздꙋ̀: волсвѝ, да́ры: па́стырїе, чꙋ́до: землѧ̀, верте́пъ: пꙋсты́нѧ, ꙗ҆́сли. На иконе изображают также прославляющих Богородицу православных гимнографов и Отцов Церкви.